# Prut-traktaten
Prut-traktaten var en fredstraktat mellem Zar-Rusland og Det Osmanniske Rige, der blev underskrevet ved bredden af floden Prut den 23. juli 1711, der bragte Den russisk-tyrkiske krig (1710-1711) til ophør. Traktaten var en politisk sejr for Osmannerriget.
Traktaten fastslog, at Osmannerne fik fæstningen i Azov tilbage, ligesom Rusland lovede at nedrive fæstningen i Taganrog og flere andre fæstninger ved Azovhavet. Zaren afstod ved traktaten fra at blande sig i Den polsk-litauiske realunion, som Rusland i stigende omfang var ved at opfatte som sit eget interesseområde.

## Baggrund
Under Den Store Nordiske Krig havde den svenske konge Karl 12. forgæves invaderet Rusland. Efter slaget ved Poltava i 1709 havde Karl 12. måtte søge tilflugt i Bender i Moldavien, der var en osmannisk vasal. Trods gentagne russiske krav om udlevering af den svenske konge afviste osmannerne dette. Karl 12. forstod, at han ikke var garanteret fri passage tilbage til Sverige gennem Den polsk-litauiske realunion og sendte derfor i februar 1710 den polske general Stanislaw Poniatowski til Konstantinopel med henblik på at forhandle en aftale med den osmanniske sultan. Karl 12. ønskede at opnå flere mål med den diplomatiske mission: (a) en afsættelse af den osmanniske storvesir Tchorlulu Ali Pasha, som Karl 12. anså som værende alt for venligt indstillet over for russerne, (b) etablering af en alliance mellem Sverige og Osmannerriget rettet mod Rusland, (c) formå osmannerne til at erklære krig mod Rusland, (d) hindre osmannernes anerkendelse af August 2. som Polens konge og (e) at opnå osmannisk beskyttelse i overensstemmelse med tidligere løfter afgivet af sultan Ahmed 3.
Det lykkedes Karl 12. at formå sultan Ahmed 3. at erklære krig mod Rusland den 20. november 1710. Samtidig lykkedes det Rusland at indgå en aftale med Moldavien om tilladelse til, at Rusland fik passage gennem Moldavien, ligesom Moldavien stillede tropper og logistik til rådighed. 

## Prut-felttoget
Den russiske hær gik ned langs floden Prut i sommeren 1711 med moldavisk støtte. Hæren var under kommando af Peter den Store og Boris Sheremetev. Formålet var at invadere det osmannisk kontrollerede del af Moldavien med støtte fra den landsforviste moldaviske hersker (voivode) Dimitrie Cantemir. Felttoget var dårligt planlagt og blev udmanøvreret af den osmanniske hær under storvesir Baltacı Mehmet Pasha.
Det afgørende slag under felttoget var slaget ved Stănilești i juli 1711. De to hære mødtes med bredderne af Prut, hvor størstedelen af den russiske hær blev omringet, hvorefter russerne kapitulerede den 22. juli.

## Forhandlinger
Fredsforhandlinger blev indledt mellem Peter den Store og storvesir Baltaci Memhet Pasha. Den osmanniske militære sejr gav osmannerne et stærkt udgangspunkt, og den polske general Stanisław Poniatowski søgte at lægge et stærkt pres på osmannerne til at opnå en for Karl 12. gunstigt resultat af forhandlingerne. Peter den Store overlod det til Baron Peter P. Shafirov at forhandle på sine vegne." I sine instruktioner til Shafirov meddelte Peter den Store, at han var villig til at acceptere at tilbagegive de vunde territorier under Azovfelttogene i 1695-1696 og til Karl 12. at give Livonien, Pskov og andre provinser samt at anerkende Stanisław Leszczyński som Polens konge. 
Den krimske Khan Devlet 2. Giray søgte også at formå osmannerne til at gennemføre skarpe krav til russerne. Khanen så med bekymring på den fortsatte russiske ekspansion sydpå mod Krim og Kaukasus. Khanen ønskede som Karl 12. at begrænse Ruslands indflydelse i Ukraine og var fortaler for at få Karl 12. tilbage til at fortsætte Den Store Nordiske Krig.
Osmannerne stillede også krav om udlevering af Dimitrie Cantemir. Peter den Store accepterede alle krav, med meddelte, at han ikke kunne udlevere Cantemir, fordi Cantemir var flygtet fra den russiske lejr.
Karl 12. var ikke til stede i den osmanniske lejr, men men havde sendt general Stanislaw Poniatowski som repræsentant for både sig og for den tidligere polske konge Stanisław Leszczyński, der var blevet sendt i eksil efter Karl 12.'s nederlag ved Poltava. 

## Bestemmelser
Traktatens primære bestemmelse var tilbagegivelsen af fæstningen i Azov til osmannerne. Derudover bestemte traktaten, at den russiske fæstning i Taganrog og fæstningerne omkring Dnipro (Kodak, Novobogoroditskaja og Kamianka) skulle nedrives. Zaren mistede også retten til en permanent ambassadør ved det osmanniske hof, som han havde haft siden indgåelsen af Konstantinopeltraktaten i 1700. 
Derudover pålagde traktaten Rusland at afholde sig fra indblanding i forhold i Den polsk-litauiske realunion, et område, som Rusland i stigende grad anså som deres interesseområde.
Efter traktatens underskrivelse blev Peter P. Shafirov og feltmarskal Sheremetevs søn bragt til Konstantinopel, hvor de skulle opholde sig som gidsler indtil Rusland havde gennemført traktatens bestemmelser. Shafirov og Sheremetev havde håbet at blive løsladt efter traktatens retificering, men blev tilbageholdt i Konstantinopel i flere år, indtil ændringerne ved grænsen var blevet gennemført. De to fungere som udsendinge og forhandlere på vegne Peter den Store under opholdet. De var begge i en periode indsat fængslet i borgen Yedikule.

## Reaktioner
Nyheden om den osmanniske sejr blev vel modtaget i Konstantinopel. En storkrig med Rusland blev ikke anset for hensigtsmæssig. Karl 12. pressede imidlertid fortsat på for at få osmannerne til at indlede en ny krig mod Rusland. Karl 12. og Devlet 2. Giray forklarede det osmanniske hof om fredstraktatens indhold og omstændighederne ved indgåelsen og om deres utilfredshed med storvesir Baltacı Mehmet Pasha, der blev beskyldt for at have modtaget bestikkelse for at indgå en alt for mild fredsaftale. Baltacı Mehmet Pasha blev herefter afsat som storvesir, og Osmannerriget indtog atter en fjendtlig indstilling til Zar-Rusland.
Prut-traktaten bragte en ende til de militære operationer i 1711, men den geopolitiske konflikt knyttet til den russiske ekspansion i Ukraine og Kaukasus bestod fortsat. I de følgende år erklærede osmannerne flere krig mod russerne uden at det dog kom til kamphandlinger og konflikterne blev løst via diplomatisk vej. Uenighederne blev forsøgt løst ved Adrianopel-traktaten i 1713, der bekræftede Prut-traktatens bestemmelser og pålagde Rusland at tilbagegive området omkring Azovfæstningen og at ophøre med sin indflydelse i Ukraine og området omkring Zaporizjzja på Dneprs højre side. Begge riger skulle afstå fra at bygge fæstninger langs den fælles grænse.